# Jericó
|  | Per a altres significats, vegeu «Orikum». |

Jericó (àrab: أريحا, Arīḥā; hebreu: יְרִיחוֹ, Yərīḥō‎; grec antic: Ἰεριχοῦς, -οῦντος, o bé Ἰεριχώ) és una ciutat de Cisjordània, cap del districte homònim i capital provisional de l'Autoritat Nacional Palestina (ANP). Té més de 20.000 habitants.
Es diu que Jericó és la ciutat més antiga del món, i també és la ciutat amb la muralla protectora més antiga coneguda. Els arqueòlegs han descobert les restes de més de 20 assentaments successius a Jericó, el primer dels quals es remunta a 11.000 anys (fins al 9.000 aC), gairebé fins al començament de l'Holocè. Les fonts abundants a la ciutat i als voltants han atret habitat humà durant milers d'anys. Jericó es descriu a la Bíblia hebrea com la "ciutat de les palmeres".

## Etimologia
El nom de Jericó en hebreu, Yeriẖo, es creu generalment que deriva de la paraula cananea reaẖ ('fragrant'), però altres teories sostenen que s'origina en la paraula cananea per a 'lluna' (Yareaẖ) o el nom de la deïtat Yarikh lunar, per a qui la ciutat va ser un primer centre de culte.
El nom àrab de Jericó, ʼArīḥā, significa 'fragrant' i també té les seves arrels en el cananeu Reaẖ.

## Història
Va ser una ciutat dels cananeus que, suposadament, va ser conquerida per Josuè (successor de Moisès), que un cop travessat el Jordà acampà a Guilgal de Jericó i la va destruir i en va prohibir la reconstrucció. Cinc-cents anys més tard, al temps del rei Ahab, Hiel de Bethel la va refundar saltant-se la prohibició establerta, i hi va haver una escola de profetes. La ciutat pertanyia a la tribu de Benjamí, i limitava amb els territoris d'Efraïm. El 587 aC, el rei Zedequies va ser derrotat pels babilonis a la plana de Jericó; el Regne de Judà fou annexionat (586 aC) i la població deportada. La ciutat va tornar a ser poblada quan el rei dels perses va deixar tornar els jueus a les seves terres (537 aC).

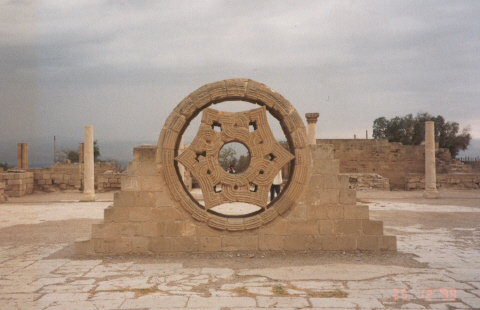
Ruïnes de Khírbat al-Màfjar

La ciutat va passar a Alexandre el Gran el 332 aC i, després de la seva mort, va dependre dels Ptolomeus d'Egipte fins que tota la Celesíria va passar als selèucides. A finals del segle ii aC, va caure a mans dels macabeus i finalment a mans de Roma. El 63 aC Marc Antoni va cedir-ne el palmerar a Cleòpatra i després del 40 aC, quan Herodes el Gran fou proclamat rei de Judea, Jericó va restar inclosa al seu regne, però Herodes va reservar les rendes del palmerar per a Cleòpatra, encara que després les va recuperar. Herodes va posseir Jericó fins a la seva mort, el 4 aC, i després va passar al seu fill Arquelau de Judea, que va ser deposat el 6 dC i la ciutat es va incloure a la província romana de Judea i va ser una de les onze toparquies. Estrabó i Plini el Vell n'esmenten les palmeres i les fonts (entre aquestes, la font d'Elisha, avui Ain es-Sultan), i el primer, també un palau i un jardí de bàlsam. El palau va ser fet per Herodes com a residència personal i va ser el lloc on va morir.
Va ser visitada per Vespasià abans de sortir del país deixant-hi la Legió X Fretensis. Titus la va destruir i Eusebi i Jeroni diuen que s'hi construí una nova ciutat, però que les ruïnes de les dues anteriors encara s'hi podien veure.
Va ser romana d'Orient fins al 638, quan va passar al Califat. Riha era el nom d'una població àrab de Palestina, que correspon a la bíblica Jericó. Hauria estat la capital de la província d'al-Urdunn o més aviat de la regió del Ghawr (la plana a la vora del riu Jordà). Prop de la població, hi havia les úniques mines de sofre de tota Palestina. Modernament, va ser substituïda per l'actual Jericó. Durant les croades, va ser part del Regne de Jerusalem. Des del 1516, va ser otomana i, el 1918, ocupada pels britànics i integrada al madat de Palestina. El 1948, quan el repartiment de Palestina, va ser transferida a Transjordània. El 1967, va ser ocupada per Israel i, el 1994, va ser el primer territori transferit a l'Autoritat Nacional Palestina (ANP) com a conseqüència dels acords d'Oslo. Reocupada pels israelians, va tornar a l'ANP el març del 2005.

## Nivells de les excavacions
Jericó és una de les ciutats més antigues del món. L'excavació principal és a Tell es-Sultan, a uns 2 km de la ciutat moderna. La capa o nivell més profund ha tret a la llum restes d'un establiment neolític amb construccions de pedra i sense terrissa, de vers el 9000 aC, que correspon a la cultura natufiana. La segona capa és d'abans del 8000 aC i va fins al 7300 aC; va ser un establiment considerable envoltat de muralla amb torre central i cases de rajoles. El tercer nivell és de vers el 7300 al 5800 aC: ja té un nivell més avançat i certs cultes funeraris. El següent nivell fa un salt temporal fins al quart mil·lenni, amb cases rectangulars de rajoles i terres de guix. El següent nivell correspon a la ciutat cananea del tercer mil·lenni, emmurallada, que va ser destruïda vers el 1600 aC o poc després, i després va quedar deshabitada, la qual cosa concordaria amb el relat bíblic de la seva conquesta, destrucció i prohibició de restaurar-la. Però la manca de cap establiment jueu abans del 1250 aC en posa en dubte l'estricta veracitat (alguns arqueòlegs pensen que la destrucció va ser causada per un terratrèmol). Els següents nivells corresponent als establiments hel·lenístic, romà i islàmic, amb restes trobades a Tulul Abu el-Alayiq, a 2 km a l'oest de la moderna Al-Riha.